# 아프가니스탄 챔피언스 리그
아프가니스탄 챔피언스 리그(Afghanistan Champions League)는 아프가니스탄의 최상위 축구 리그로 2020 시즌을 끝으로 폐지된 아프가니스탄 프리미어리그를 대체하여 창설되었으며 현재 12팀이 참가하고 있다.

## 리그 방식
아프가니스탄 챔피언스 리그는 1개월동안 진행되며 우승팀에게는 AFC 챌린지리그 예선 진출권이 주어진다.

## 참가팀
- 쿠라산 FC
- MGM 카딤
- 이스티클랄 FC
- 아부 무슬림 FC
- 마이완드 FC
- 와히디 FC
- FC 소르크 포르샨
- 아이노 FC
- 마우즈 사헬 FC
- 사르사브즈 야시야르 FC
- 어택 에너지 SC
- 아달랏 파라흐 FC